# Millettia duchesnei
Millettia duchesnei es una especie de planta del género Millettia, familia Fabaceae.

## Descripción
Es una liana con forma de cinta de 20 cm de ancho, 3 cm de espesor, que alcanza el dosel arbóreo, a veces un arbusto de 2 m de altura, con ramas floridas y 4-6 mm de diámetro, pubescentes, que puede ser glabra, con muy pequeñas lenticelas alargadas.

## Ecología
Se encuentra en la selva tropical, riberas de los ríos, a veces muy común.

## Propiedades
Contiene los siguientes principios activos: rotenoide elliptol, 12-deoxo-12alpha-methoxyelliptona, 6-methoxy-6a,12a-dehydrodeguelin, 6a,12a-dehydrodeguelin, 6-hydroxy-6a,12a-dehydrodeguelin, 6-oxo-6a,12a-dehydrodeguelin, 12a-hydroxyelliptona y la flavanona eriodictyol pueden ser aislados de M. duchesnei.

## Taxonomía
Millettia duchesnei fue descrita por Émile Auguste Joseph De Wildeman y publicado en Ann. Mus. Congo Belge, Bot. sér. 5, 1[2]: 138. 1904